# Camponotus horni
Camponotus horni é uma espécie de inseto do gênero Camponotus, pertencente à família Formicidae.